# Élections constituantes sud-coréennes de 1948

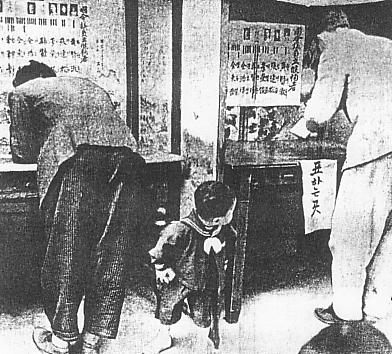
Les élections du 10 mai 1948

Les élections pour l'assemblée constitutionnelle de Corée du Sud ont eu lieu le 10 mai 1948. Ce sont les premières qui concernent ce pays et elles devaient permettre de désigner un gouvernement légitime avant l'accession à l'indépendance. Supervisées par les Nations unies, elles ont été tenues pendant que le sud de la Corée était sous occupation militaire américaine. Elles ont abouti à la victoire de l'alliance nationale pour la réalisation rapide de l'indépendance coréenne (ANRRIC) de Syngman Rhee qui obtient 55 sièges sur 200 bien que les indépendants aient 85 sièges,. La participation électorale au scrutin s'est élevée à 95,5 % malgré son boycott par des partis influents.

## Campagne
Selon le vœu des Nations-Unies, ces élections auraient dû se tenir dans les deux zones, c'est-à-dire également dans le Nord contrôlé par l'Union soviétique, ce qui se révèle impossible. Les dirigeants de la droite nationaliste, en particulier Kim Ku et Kim Kyu-sik, s'opposent à ce scrutin séparé car la tenue d'élection uniquement dans la zone sud aurait pour résultat d'officialiser la division du pays. À la place, ils se rendent dans le nord à Pyongyang et boycottent le scrutin. Syngman Rhee, un anticommuniste, est la seule grande personnalité favorable à ces élections. En effet, depuis le début de l'occupation américaine, il n'a pas cessé de réclamer l'indépendance tout de suite et dans n'importe quelle condition. De l'autre côté de l'échiquier politique, la gauche modérée était désorganisée depuis l'assassinat de son leader, Yeo Un-hyeong en juin 1947 et les communistes avaient fui vers le nord.
La campagne électorale est entachée par des violences qui entrainent la mort de 600 personnes entre mars et mai 1948 et par une nouvelle interruption des livraisons d'électricité en provenance du nord. De plus, à partir du 3 avril 1948, la situation devient particulièrement tendue sur l'île de Jeju à cause d'un soulèvement de la population. Jeju-do est la seule division administrative du territoire sud-coréen a ne pas prendre part au scrutin du 10 mai 1948. La répression dans les mois et les années qui suivent coûte la vie à plusieurs dizaines de milliers de personnes.

## Résultats
| Parti                         | Votes     | %    | Sièges |
| ----------------------------- | --------- | ---- | ------ |
| ANRRIC                        | 1 755 543 | 26,1 | 55     |
| Parti démocratique coréen     | 916 322   | 13,5 | 29     |
| Parti de la jeunesse Taedang  | 655 653   | 9,6  | 12     |
| Parti national de la jeunesse | 151 043   | 2,2  | 6      |
| Fédération Taehan du travail  | 106 629   | 1,6  | 1      |
| Fédération des agriculteurs   | 52 512    | 0,8  | 2      |
| Autres partis                 | 401 554   | 5,9  | 10     |
| Indépendants                  | 2 745 483 | 40,3 | 85     |
| Bulletin nuls / blancs        | 270 707   | -    | -      |
| Total                         | 7 847 649 | 100  | 200    |
| Source: Nohlen et al.,        |           |      |        |

Subséquemment, le 20 juillet 1948, l'assemblée constituante procède à la première élection présidentielle de Corée du Sud. Syngman Rhee est élu avec 180 voix sur un total de 200 et prend officiellement ses fonctions le 15 aout 1948 lorsque le pays devient indépendant.